# Fernando Palacios
Fernando Palacios Martínez (Zaragoza, 4 de septiembre de 1916-Madrid, 17 de septiembre de 1965) fue un director de cine español.

## Biografía
Licenciado en Ciencias Exactas en 1941, sus pasos profesionales se dirigieron, sin embargo, hacia el mundo del cine. Comenzó como ayudante de dirección durante la década de 1940, trabajando entre otros, junto a su tío Florián Rey y Ladislao Vajda. Entre las películas en las que interviene se incluyen Séptima página, Marcelino pan y vino (1955) y Las chicas de la Cruz Roja (1958)
En 1952 codirigió su primera película titulada El tirano de Toledo, junto al francés Henri Decoin, en la que intervienen, entre otros intérpretes, Alida Valli, Pedro Armendáriz y José Isbert.
Su etapa de mayor actividad como director coincidió con la primera mitad de los años 1960, en los años previos a su fallecimiento.
Destaca, de esa época, uno de los títulos más taquilleros de la historia del cine español, la comedia El día de los enamorados (1959), comedia costumbrista y amable, protagonizada por Conchita Velasco y Tony Leblanc, que alcanzó una enorme popularidad en su momento.
Con posterioridad dirigió unas cuantas películas de gran éxito de público como Tres de la Cruz Roja (1961), Vuelve San Valentín (1962); La gran familia (1962) y su continuación La familia y uno más (1965), Whisky y vodka (1965), Marisol rumbo a Río (1963) y Búsqueme a esa chica (1965), ambas con Marisol.

## Filmografía
- Whisky y vodka (1965)
- La Familia y uno más (1965)
- Búsqueme a esa chica (1964)
- Operación: Embajada (1963)
- Marisol rumbo a Río (1963)
- Vuelve San Valentín (1962)
- La Gran Familia (1962)
- Tres de la Cruz Roja (1961)
- Siempre es domingo (1961)
- El día de los enamorados (1959)
- El Marido (1958) de Gianni Puccini, Nanni Loy, Fernando Palacios
- El tirano de Toledo (1953) de Henri Decoin,  Fernando Palacios
- Cadetes de la naval (1945)